# Tommy Lynn Sells
Tommy Lynn Sells (28 de junho de 1964, Kingsport, Tennessee – 3 de abril de 2014, Huntsville, Texas) foi um serial killer, responsável por mais de 70 assassinatos, especialmente de adolescentes, em várias partes dos Estados Unidos. 

## Infância
Sells e sua irmã gêmea, Tammy Jean, contrairam meningite quando tinham 18 meses de idade, enquanto Sells sofria com febre alta, sua irmã faleceu pela doença.
Pouco depois, Sells foi morar com sua tia Bonnie Woodall em Holcomb,  Missouri, onde permeneceu até os 5 anos de idade. 
Quando Sells tinha 8 anos, começou a conviver com um homem, de uma cidade vizinha, chamado Willis Clark, que mais tarde seria suspeito de abuso infantil.
Sells passou a viajar a procura de trabalho. Nessa época, sem ter onde morar, vivia como andarilho pelas ruas e, em algum momento, roubou um automóvel. Teve alguns empregos, geralmente, domésticos.

## Assassinatos
Sells relatou que cometeu seu primeiro assassinato aos 16 anos. 
Enquanto trabalhava como feirante em Missouri, durante o verão de 1985, Sells conheceu a uma mulher de 29 anos chamada Ena Cordt, segundo Sells, Cordt o convidou para ir a sua casa, onde mantiveram relações sexuais consensuais. Os corpos de Cordt e de seu filho de 4 anos foram encontrados 3 dias depois. 
Em 1997, o garoto de 10 anos, Joel Kirkpatrick, filho de Julie Rea Harper, foi assassinado, sua mãe foi declarada culpada, mas a condenação foi revogada e sua familia disse à polícia que Sells tinha invadido sua casa e matado o garoto.
Mais tarde, em 2002, descobriu-se que a escritora Diane Fanning mantinha correspondência com Sells. Numa carta enviada a Fanning, Sells confessou ter assassinado Kirkpatrick.
O testemunho de Fanning ao comite de revisão de prisioneiros, de acordo com o Innocence Project, ajudou Harper a conseguir um novo julgamento e, em última instância, a absolvição.
Sells é também suspeito de ser o autor dos seguintes crimes: 
- O assassinato de Suzanne Korcz em Nova York em maio de 1987.
- Em novembro de 1987 o assassinato da familia Dardeen em Illinois.
- Assassinato de um companheiro de trabalho no Texas em abril de 1998.
- O assassinato de Katy Harris no Texas em 1999.[5]
- O estupro e assassinato de um menino, Hailey McComb em Lexington, Kentucky[6]

## Prisão e Confissões
Sells afirmou ter matado mais de 70 pessoas, de acordo com uma entrevista com Dr. Michael H. Stone psiquiatra forense e perito em personalidade da Universidade de Columbia no programa Índice da Maldade do Discovery Channel.
Em 31 de dezembro de 1999, Sells apunhala, 16 vezes, a Kaylene 'Katy' Harris, de 13 anos de idade e corta a garganta de Krystal Surles, de 10 anos. Surles conseguiu sobreviver pedindo socorro aos vizinhos.
Sells foi capturado, graças a descrição de Surles, que foi usada para fazer um retrato falado.

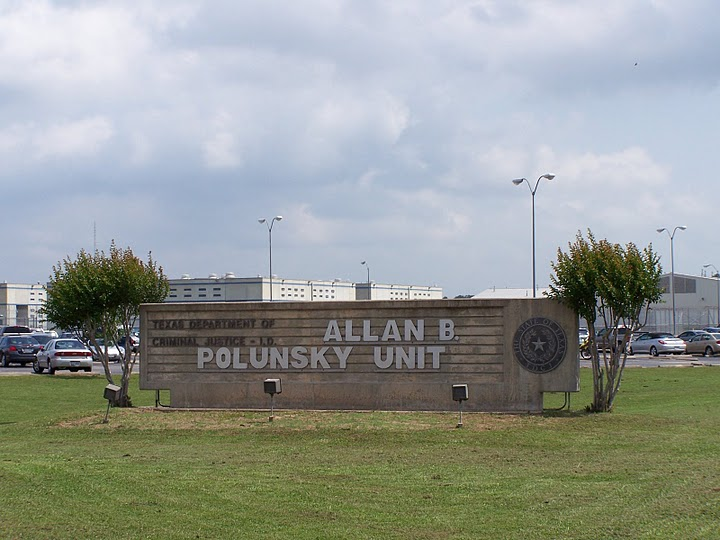
Allan B. Polunsky Unit, prisão em Livingston no Texas, onde está no corredor da morte Tommy Lynn Sells.

Tommy Lynn Sells ficou preso no corredor da morte na penitenciária Allan B. Polunsky perto de Livingston, no Texas até a sua execução em 03 de abril de 2014.